# 松岡國男妖怪退治
『松岡國男妖怪退治』（まつおかくにおようかいたいじ）は、大塚英志原作、山崎峰水作画による漫画で、『黒鷺死体宅配便』のスピンオフ作品。

## 作品概要
現代日本が舞台の『黒鷺死体宅配便』と違い、こちらは明治30年代半ばの日本を舞台にしており、青年・松岡國男（後の民俗学者・柳田國男）と少年・やいちの活躍が描かれている。『黒鷺』に登場するやいちの少年時代が描かれている。
『怪』vol.20（2006年）、『月刊少年エース』2006年11、12月号、『コミック怪』vol.6（2009年）といった角川書店の雑誌に不定期で連載されている。第一話は角川ホラー文庫版の1巻、第二話と第三話は『黒鷺死体宅配便』本編の単行本6巻に収録されている。また、2011年1月に、本編単行本6巻に収録された2話以外の4話が収録された単行本『黒鷺死体宅配便スピンオフ 松岡國男妖怪退治』第１巻が発売された。2014年1月までに単行本は第4巻まで刊行されている。
コミックスの各章のタイトルは柳田國男の著作の題名から引用されている。
2014年11月に、番外編の小説『代筆屋中川恭次郎の奇っ怪なる冒険』（角川ホラー文庫）が刊行された。
2019年に、番外編のマンガ『松岡國男妖怪退治　昭和編』が「ヤングエース」に連載され、『黒鷺死体宅配便』単行本26巻に収録された。昭和11年の日本を舞台に柳田國男と、青年となったやいちが登場した。

## 登場人物

### 主要キャラクター
松岡國男（まつおか くにお）
主人公。東京帝国大学の学生で、卒業後は明治政府の官僚(法制局参事官)になる男性。かなり気まぐれで傲慢な性格だが、顔が良いのと詩の能力の高さから女性には人気がある（男性からは嫌われている）。柳田家に婿入りが決まっているが、本人は束縛を嫌ってなかなか婿に入ろうとしない。日本の先住民族の生き残りである「山人（さんじん）」を追い求めている。
やいち
もう1人の主人公。かつて「黒鷺村」で起こった連続殺人事件の生き残りの少年。母親が殺されて死体になった後に生まれてきた。名前の由来は「八人が墓に埋められ一人が生き残った」という意味。白髪で顔に大きな傷跡がある。性格は内向的だが、いざというとき行動的で身体能力も常人離れしている。「ミサキ」という霊獣の力を使い、死体を動かすことが出来る。育ての親の笹山残口に心を開いている。田舎育ちのため、写真を撮られる事や食事の作法に慣れていない。
田山録弥（たやま ろくや）
松岡の親友で、東京帝国大学の学生で、卒業後は出版社博文館の編集者になる男性。いつも松岡に振り回されているが、そんな松岡の事を多少理解しており、良き友人として相手している。松岡曰く、文学では田山の方が才能があるらしい。
笹山残口（ささやま ざんこう）
黒鷺村の寺の坊主兼巡査。「やいち」の名付け親で彼の世話をしている。坊主なのに金にがめつい。
顔が本編『黒鷺死体宅配便』に登場する笹山徹にそっくりだが、関係は不明。
岡田美知代（おかだ みちよ）
田山録弥の所に弟子入り志願で押しかけて来た女学生。
ミーハーな性格で多数の有名作家の所に顔を出している。

### ゲストキャラクター
黒鷺姫（くろさぎひめ ）
「黒鷺村」に伝わる伝説の登場人物。何百年も昔に黒鷺村に六人の従者を連れた比丘尼が助け求めてやってき来た。その正体は平家の姫君で、村人達は最初は一行をもてなしたが、その正体を知った後に村に追っ手が来るのを恐れてその七人を殺してしまう。だが彼女達は実は「ミサキ」と呼ばれる式神の使い手で、草分けの家に七人の娘が揃った時必ず祟ると言い残して息絶えたと云う。
S
黒鷺村の村長の男性。松岡と田山の友人で東京にいた頃はミステリー作家として将来を嘱望され、松岡には第二の黒岩涙香と評されたが、故郷に帰って婿養子になった。黒鷺村で起こった連続殺人事件の犠牲者の一人が彼の妻である。
柳田こう（やなぎた - ）
松岡の許嫁。富豪の令嬢で美人。松岡に惚れ込んでおり、一刻も早く彼を婿に入れたがっている。
坪井正五郎（つぼい しょうごろう）
東京帝国大学で人類学を教えている男性講師。写真の重ね取りで特定の人間に共通する人相を抽出する「観相法」を提唱している。日本の先住民族が山人がコロポックルかで、よく松岡と議論している。「アレ」という代名詞をやたらと使う癖がある。
死戸（しぬへ）
松岡が作った死体保管場に勤めている男性。体中包帯だらけの大男で吃音の癖がある。
井上円了（いのうえ えんりょう）
化け物屋敷の調査をしていた妖怪博士。
妖怪など迷信であり実在しないと主張した為松岡國男と推理勝負になる。
森鴎外（もり　おうがい）
文学者。陸軍軍医
松岡國男の文学上の師匠の一人。
水野葉舟（みずの ようしゅう）
松岡國男の友人の自然主義文学者。女性読者達を「ぼくの妹たち」と呼びかけて、女学生に圧倒的人気をほこる。
松岡國男の影響を受けてオカルト研究にハマる。後に松岡に遠野出身の文学者の佐々木鏡石を紹介した。
田山実（たやま　みのる）
田山録弥の実兄。
震災予防調査会の一員として古文書に記録された1896件の古地震の記録を調査している。
南方熊楠（みなかた くまぐす）
エコロジスト。松岡國男に神社合祀令撤回への協力を依頼する。
狼少女は先住民族の生き残りか、野生児なのかについて松岡國男と議論になる。
佐々木鏡石（ささき　きょうせき）
松岡國男と水野葉舟の友人の自然主義文学者。
岩手県遠野出身。昔話の妖怪を実体化できる「語り部」の能力の持ち主。
昔話が暴走するのを防ぐために、松岡國男に昔話の小説化を依頼する。
永代静雄（ながよ しずお）
岡田美知代の恋人の男子学生。
心優しい性格で鳩をに好かれている。『不思議の国のアリス』のファンで翻訳をしている。
松浦辰男（まつうら たつお）
桂園派最後の歌人。松岡と田山はかつて門下生であった。
かねてより松岡に天狗は先住民族の生き残りではなく、実在する妖怪であると話していたが、実は本人の正体が本物の天狗であった。
松岡國男の義姉
松岡國男の長兄鼎の妻。
幼少期の國男に「聴耳」の能力について教えた。柳田國男が後年『耳たぶの話』で取り上げた人物。
伊藤博文（いとう ひろぶみ）
元内閣総理大臣。
知人の川上貞奴の娘の白河雪乃が謎の小人に付きまとわれている事件の調査を松岡國男に依頼する。
コナン・ドイル
高名な探偵小説家。
白河雪乃の事件の容疑者として松岡國男と会う。日本武術のバリツの達人。
井上通泰（いのうえ みちやす）
松岡國男の実兄の眼科医。天神真楊流柔術の達人。
文壇や政界に多くの人脈を持ち、弟の國男に似て、事件に首を突っ込むのが好きな性格である。

## 書籍情報
『松岡國男妖怪退治』大塚英志（原作）山崎峰水（作画）、KADOKAWA〈カドカワコミックス・エース〉、既刊4巻（2014年1月25日現在）
1. 2011年01月21日発売、ISBN 978-4-04-715404-9
2. 2012年07月21日発売、ISBN 978-4-04-120339-2
3. 2013年08月21日発行、ISBN 978-4-04-120838-0
4. 2014年01月25日発売、ISBN 978-4-04-120984-4

## 関連作品
- 『代筆屋中川恭次郎の奇っ怪なる冒険』（大塚英志　角川ホラー文庫：2014年）
  - 『松岡國男妖怪退治』の番外編の小説。明治時代が舞台。
- 『松岡國男妖怪退治　昭和編』（原作：大塚英志　作画：山崎峰水、2019年連載、『黒鷺死体宅配便』単行本26巻に収録）
  - 『松岡國男妖怪退治』の番外編のマンガ。昭和11年の日本が舞台。本編の「やいち」の青年時代が描かれている。

- 作中で言及される柳田國男の著作・論文
  - 『明治三十九年樺太紀行』
  - 『石神問答』
  - 『天狗の話』
  - 『遠野物語』
  - 『幽冥談』
  - 『耳たぶの話』